# NGC 5410
NGC 5410 is een balkspiraalstelsel in het sterrenbeeld Jachthonden. Het hemelobject werd op 9 april 1787 ontdekt door de Duits-Britse astronoom William Herschel.

## Synoniemen
- UGC 8931
- KCPG 406A
- MCG 7-29-34
- VV 256
- ZWG 219.41
- KUG 1358+412A
- PGC 49893